# The vulture and the little girl
The vulture and the little girl (englisch für „Der Geier und das kleine Mädchen“; auch Struggling Girl, „Kämpfendes/sich quälendes Mädchen“) ist eine Farbfotografie des südafrikanischen Fotografen Kevin Carter. Sie entstand im März 1993 in Ayod, einem Ort im damaligen Süden des Sudan (heute: Südsudan), während einer Hungersnot, die eine Folge des Bürgerkriegs in der Region war. Das Foto zeigt im Vordergrund ein unterernährtes, am Boden liegendes Kind und im Hintergrund einen Kappengeier. Das Bild erschien am 26. März 1993 in der New York Times als Illustration eines Berichts über den Sudan. Ein Jahr später erhielt Carter für diese Arbeit den Pulitzer-Preis. Daraufhin wurde er von vielen Seiten dafür kritisiert, das Kind fotografiert, ihm aber nicht geholfen zu haben.
Das Foto entwickelte sich zu einem häufig zitierten Beispiel für ethische Fragestellungen bei der Arbeit von Fotojournalisten. Das Schicksal des Kindes blieb lange unklar. 2011 berichtete die spanische Zeitung El Mundo, es handele sich nicht um ein Mädchen, sondern um den Jungen Kong Nyong, der die Hungersnot überlebt habe.

## Entstehung

### Bürgerkrieg im Sudan
Der Sudan, seit 1956 unabhängig von Großbritannien, war schon vor seiner Gründung geprägt von ethnischen Konflikten. Während die Bevölkerung des Nordens mehrheitlich arabisch-islamisch geprägt war, bewohnten den Süden vor allem nilotische Völker wie die Dinka und die Nuer, die dem Christentum oder afrikanischen Religionen angehörten. Zwischen 1955 und 1972 gab es im Süden des Landes einen ersten Bürgerkrieg. 1983 begann ein zweiter Bürgerkrieg, in dem die südsudanesischen Rebellen der Sudanesischen Volksbefreiungsarmee (SPLA) gegen die Regierung in Khartum kämpften. Bis 1993 starben 1,3 Millionen Menschen in diesem Krieg oder an dessen Folgen wie Hunger und Krankheiten. Laut Berichten von Human Rights Watch und dem U.S. Committee for Refugees and Immigrants beging die Regierung während des Krieges eine Vielzahl von Verbrechen. Neben ethnischen Säuberungen, Folter und Zwangskonvertierungen zum Islam habe sie Landminen in von Zivilisten bewohnten Gebieten eingesetzt und die Arbeit von Hilfsorganisationen behindert.
1992 kam es im Somalischen Bürgerkrieg zu einer von den UN unterstützten US-geführten Intervention. Die sudanesische Regierung befürchtete Ähnliches für ihr Land und gewährte deshalb 1993 der UN-Operation Lifeline Sudan Zugang zu den umkämpften Gebieten. Die Zahl hilfebedürftiger Menschen wurde zu diesem Zeitpunkt auf 1,5 Millionen geschätzt, etwa 800.000 davon benötigten Nahrungsmittelhilfen.

### Carters und Silvas Reise nach Ayod

Kartenausschnitt des Sudan und Kenias im Jahr 1993

Im März 1993 bot ein UN-Mitarbeiter den südafrikanischen Fotografen Kevin Carter und João Silva an, in das sogenannte „Hungerdreieck“ im Süden des Sudan zu reisen. Anders als bei der zur selben Zeit auftretenden Hungersnot in Somalia war über die Hungersnot im Sudan mangels Zugang zum Gebiet bisher kaum berichtet worden. Die UN hatten deshalb Schwierigkeiten, ausreichend Spenden für ihre Operation im Land zu sammeln, und wollten durch Medienberichte über den Hunger die Spendenbereitschaft erhöhen. Carter und Silva hofften, Fotos von den jüngsten Entwicklungen in dem Konflikt zu machen. Die SPLA war in ethnisch getrennte Gruppierungen zerbrochen, die auch gegeneinander kämpften. Diese Situation hatte die Zentralregierung zu einer Großoffensive gegen die Rebellen genutzt. Für den bei The Star angestellten Silva war diese Reise eine Möglichkeit, seinem Traum einer internationalen Karriere als Kriegsfotograf näher zu kommen. Für Carter hingegen bot sie die Gelegenheit, seinen Problemen in Südafrika zu entfliehen; er war unglücklich verliebt und von Methaqualon abhängig, zudem schien er mit seiner Karriere bei der finanzschwachen Weekly Mail in einer Sackgasse gelandet zu sein.
Zunächst strandeten die beiden Fotografen mehrere Tage in Kenias Hauptstadt Nairobi. Sie hatten gehofft, mit einem Lebensmitteltransportflug ins Krisengebiet zu reisen. Da die Kämpfe erneut aufgeflammt waren, wurden die Hilfsflüge jedoch ausgesetzt. Nach einigen Tagen durfte Carter ohne Silva nach Juba fliegen, um die Ankunft eines Lastkahns voller Lebensmittel zu dokumentieren. Er kehrte aber ohne interessante Fotos nach Nairobi zurück. Kurz bevor die beiden Kenia wieder Richtung Südafrika verlassen wollten, ergab sich doch noch eine weitere Gelegenheit, in den Sudan zu kommen. Sie durften einen Transportflug der UN begleiten, der Lebensmittel lieferte. Über die kenianische Zwischenstation Lokichoggio erreichten sie das Dorf Ayod im Süden des Sudan. Dort betrieben französische Krankenschwestern der Hilfsorganisation Médecins du Monde eine Lebensmittelstation, die auch als Krankenhaus diente.
Die beiden Fotografen gingen getrennt voneinander auf Motivsuche. Carter traf auf ein am Boden liegendes Kind, in dessen Nähe ein Kappengeier gelandet war. Der Ablauf der folgenden Ereignisse ist nicht völlig geklärt, da Carter unterschiedliche Aussagen dazu machte. Er habe eine optimale Position für das Foto gesucht und längere Zeit darauf gewartet, dass der Geier seine Flügel ausbreite. Als dies nicht passiert sei, habe er den Vogel verscheucht. Je nach Version hat er das Kind danach zurückgelassen oder aber gesehen, wie es zur Lebensmittelstation ging. Carter und Silva verließen Ayod kurz nach der Aufnahme des Fotos.

## Beschreibung
Das Foto zeigt eine ausgedörrte Savanne. Im Vordergrund kauert ein kleines schwarzes Kind, seinen Blick hat es auf den staubigen Boden gerichtet, sodass sein Gesicht für den Betrachter nicht zu sehen ist. Das Kind ist erkennbar unterernährt, seine Rippen treten unter der Haut hervor und die Arme und Beine sind sehr dünn. Um den Hals trägt es eine Kette, um das rechte Handgelenk ein Armband. Im Hintergrund sitzt ein Geier mit braunen Federn. Es sind keine weiteren Menschen auf dem Foto zu sehen.

## Veröffentlichung und Schicksal des Kindes
Bereits kurz nach Entstehung der Fotografie rief Nancy Buirski, Redakteurin für Auslandsfotos der New York Times, bei Greg Marinovich, einem Kollegen und Freund von Carter und Silva, an. Ihre Zeitung war auf der Suche nach Fotos für die Illustration eines Artikels über den Sudan. Marinovich erzählte ihr von Carters Foto und sorgte dafür, dass es ihr zugeschickt wurde. Das Foto erschien in der New York Times am 26. März 1993 in einem Artikel mit dem Titel Sudan Is Described as Trying to Placate the West („Der Sudan scheint den Westen besänftigen zu wollen“). Er beschrieb die aktuelle Situation im Süden des Sudan und die Ankunft ebenjenes Lebensmittelkahns in Juba, den auch Carter fotografiert hatte. Die Bildunterschrift lautete:

“In a move meant to placate the West, the Sudanese Government is opening parts of the country’s famine-striken south to relief operations, but for some, it could be too late. A little girl, weakened from hunger, collapsed recently along the trail to a feeding center in Ayod. Nearby, a vulture waited.”

„Um den Westen zu besänftigen, öffnet die sudanesische Regierung Teile des vom Hunger geplagten Südens des Landes für Hilfsaktionen, aber für einige könnte es zu spät sein. Ein kleines Mädchen, vom Hunger geschwächt, brach kürzlich auf dem Weg zur Lebensmittelstation in Ayod zusammen. In der Nähe wartete ein Geier.“

Im Artikel selbst wurde das Kind nicht erwähnt. Zahlreiche Leser der New York Times fragten bei der Zeitung nach, was mit dem Kind passiert sei. Die Zeitung kontaktierte Carter, der sagte, er habe gesehen, wie es die Lebensmittelstation erreichte. Die Zeitung veröffentlichte am 30. März eine Anmerkung, dass der Fotograf gesehen habe, wie das Kind eigenständig seinen Weg fortgesetzt habe, es aber unbekannt sei, ob es das Zentrum erreicht habe. Besorgte Leser meldeten sich im April 1994 auch beim Time Magazin, eines der wenigen anderen Medien, die das Foto zu dieser Zeit publiziert hatten. Das Magazin zitierte daraufhin Carter, dass er nicht sicher sei, was mit dem Kind passiert ist, er jedoch hoffe, dass es Nahrung bekommen habe und behandelt wurde.
In späteren Publikationen wurde immer wieder suggeriert, dass das Kind überlebt habe. Sein wahres Schicksal blieb jedoch lange unklar. 2011 berichtete die spanische Zeitung El Mundo, das Rätsel um das Kind auf dem Foto gelöst zu haben. Bei ihm handele es sich nicht, wie immer behauptet, um ein Mädchen, sondern um einen Jungen namens Kong Nyong. Dessen Vater und eine Dorfbewohnerin hätten ihn auf dem Foto erkannt. Wie eine damalige Mitarbeiterin der Lebensmittelstation berichtete, zeige das Armband des Kindes, dass es bereits in der Station registriert worden war. Dies passte zu Vermutungen einer anderen Entwicklungshelferin, die sich sicher gewesen war, dass die Mutter das Kind auf dem Foto nur kurz abgelegt hatte. Kong Nyong habe laut seinem Vater die Hungersnot überlebt, sei aber vier Jahre vor Erscheinen des El-Mundo-Artikels an Fieber gestorben.

## Nachwirkung

### Pulitzer-Preis und Suizid Carters
Die New York Times hatte bis 1994 noch nie einen Pulitzer-Preis für Fotografie gewonnen. Obwohl Kevin Carter nie für die Zeitung gearbeitet hatte und die Bildredakteure der Zeitung unter dem Druck standen, die Arbeiten der eigenen Fotografen für diesen prestigeträchtigen Preis einzureichen, schlugen sie sein Foto aus dem Sudan für den Preis vor. Die fünfköpfige Jury der Kategorie Spot News Photography setzte Carter auf die Shortlist. Sein „schmerzhaftes Bild von Raubtier und Beute“ sei schockierend, aber dennoch einfühlsam und ginge einem nicht mehr aus dem Kopf. Den Pulitzer-Preis für Spot News Photography erhielt Paul Watson vom Toronto Star für ein Foto von der Schlacht von Mogadischu. Carter ging aber nicht leer aus. Das Preiskomitee entschied, ihn stattdessen in der Kategorie Feature Photography auszuzeichnen.
Nach der Bekanntgabe der Auszeichnung am 12. April 1994 erschien Carters Foto in zahlreichen US-Medien. Es rief nun zum Teil scharfe Proteste von Journalisten und Lesern hervor. Sie kritisierten Carters Verhalten unter anderem als beschämend und unmenschlich und stellten ihn auf eine Stufe mit dem Geier. Insbesondere wurde kritisiert, dass er sich viel Zeit genommen hatte, sein Foto auf möglichst dramatische Weise aufzunehmen, und danach den Schauplatz verlassen hatte, ohne sich um das Kind zu kümmern. Eine spätere Studie legte jedoch nahe, dass die Mehrheit der Leser weit weniger streng über sein Verhalten urteilte als die in den Medien publizierten Reaktionen vermuten ließen. Zwar kritisierten auch die Befragten der Studie, dass er dem Kind nicht geholfen hatte, das Fotografieren des Kindes stellten sie jedoch mehrheitlich nicht in Frage.
Carter nahm den Pulitzer-Preis am 23. Mai in der Columbia University in New York City entgegen. Während seines Aufenthalts in den USA wurde er von verschiedenen Seiten mit ethischen Fragen zu seinem Verhalten beim Fotografieren des Kindes konfrontiert. Darunter war auch ein Kamerateam aus Japan, wo das Foto auf große Resonanz gestoßen war. Die Diskussion um das Foto setzten Carter stark zu und er begann selbst an der Richtigkeit seines Verhalten in Ayod zu zweifeln. In den zwei Monaten nach der Verleihung verschlechterte sich sein mentaler Zustand. Zu seiner anhaltenden Drogensucht kamen Versagensängste, mehrere berufliche Misserfolge und die Trauer um seinen erschossenen Freund und Kollegen Ken Oosterbroek. In dieser Situation beging Carter Ende Juli Suizid. In seinem Abschiedsbrief schrieb er unter anderem:

“I am haunted by the vivid memories of killings & corpses & anger & pain … of starving or wounded children, of trigger-happy madmen, often police, of killer executioners…”

„Ich werde von den lebhaften Erinnerungen verfolgt, an Morde und Leichen und Wut und Schmerz … an hungernde oder verwundete Kinder, an schießwütige Verrückte, oft Polizisten, an mörderische Henker.“

War Carter vorher noch vorgeworfen worden, unmoralisch gehandelt zu haben, wurde er nun von manchen Medien zu einem unverstandenen Helden stilisiert. Er habe sein Leben riskiert, um seinem Publikum von Gräueltaten zu berichten, ohne das ihm dafür zustehende Lob zu erhalten. Als Beispiel für dieses Narrativ gilt der Dokumentarfilm The Death of Kevin Carter aus dem Jahr 2004.

### Bewertung und Einordnung
Im Laufe der Zeit entwickelte sich das Foto zu einem oft zitierten Beispiel für das ethische Dilemma von Fotojournalisten, sich zwischen ihrer beruflichen Verpflichtung und ihrer moralischen Verantwortung gegenüber Menschen in Not entscheiden zu müssen. In Diskussionen um das Foto wird immer wieder betont, dass Carter durch das Foto dazu beigetragen habe, die Aufmerksamkeit der Weltöffentlichkeit auf die Not der Menschen im Sudan zu richten. Somit habe er zwar nicht dem Kind auf dem Foto, dafür aber der notleidenden sudanesischen Bevölkerung als Gesamtheit geholfen. Allerdings entbinde die Aufgabe, über die Not zu berichten, nicht automatisch von der Verantwortung, Hilfe zu leisten. Vielmehr hätte Carter Fotos machen und dem Kind helfen können.
Daneben wurde diskutiert, welchen Einfluss die Komposition des Fotos auf die Darstellung der Situation im Sudan habe. So suggeriere das trockene Gras im Foto, dass der Hunger natürliche Ursachen habe. Zudem wurde von vielen Kommentatoren der Geier als der Böse auf dem Foto dargestellt. Dass für das Leid des Kindes aber nicht die Natur, sondern in erster Linie menschliches Handeln verantwortlich war, bliebe dabei verborgen. Außerdem wurde die Darstellung eines nackten, schwarzen, vermeintlich weiblichen Kindes kritisiert. Dieses Motiv bediene klassische, vor allem im Westen verbreitete, Stereotype des „armen“ Afrikas und sei in fotografischen Darstellungen von Hungerkatastrophen stark verbreitet. Dass das Kind dabei scheinbar einsam und verlassen ist, suggeriere zudem, dass Afrikaner inkompetent oder verantwortungslos seien und Hilfe von außen, also aus den Industrienationen des Westens, kommen müsse. Dieser Vorwurf wurde zum Beispiel gegen die Hilfsorganisation Save the Children erhoben, die das Foto in einer ihrer Werbekampagnen verwendete. Überschrieben war das Foto mit „Help stop a different kind of child abuse.“ („Helfen Sie, eine andere Art des Kindesmissbrauchs zu beenden.“). Dies erwecke den Eindruck – so Kontaktpersonen der Organisation in Afrika –, dass Eltern und Regierungen in Afrika nicht verantwortungsvoll genug seien, sich um ihre Kinder zu kümmern. Darüber hinaus engagierte sich Save the Children zu der Zeit gar nicht im Sudan, womit die Spenden an die Organisation weder dem Kind auf dem Foto noch den anderen Kindern der Region geholfen hätten.

### Künstlerische Bezugnahmen
Das Foto wurde mehrfach künstlerisch aufgegriffen. Die Videoinstallation The Sound of Silence des chilenischen Künstlers Alfredo Jaar aus dem Jahr 2006 erzählt die Geschichte des Fotos und des Selbstmords Carters. Eine Szene in Steven Silvers Spielfilm The Bang Bang Club aus dem Jahre 2010 zeigt die Entstehung des Fotos. Die Rolle des Kevin Carter übernahm der Schauspieler Taylor Kitsch. 1996 veröffentlichte die britische Rockband Manic Street Preachers das Lied Kevin Carter, in dem neben dem Time Magazin und dem Pulitzer-Preis ein Geier erwähnt wird. Noch deutlicher sind die Bezüge im Lied The Vulture and the Little Boy der deutschen Band Bukahara aus dem Jahr 2020 sowie im Gedicht Prayer des botswanischen Dichters Tawanda Mulalu, das 2022 in seiner Sammlung Please make me pretty, I don’t want to die erschien.